# Moritz Stoppelkamp
Moritz Stoppelkamp (* 11. Dezember 1986 in Duisburg) ist ein deutscher Fußballspieler. Er steht seit Sommer 2023 bei Rot-Weiß Oberhausen unter Vertrag. Zuvor spielte er von 2017 bis 2023 beim MSV Duisburg und war dort Mannschaftskapitän.

## Karriere
Stoppelkamp spielte bis zu seinem elften Lebensjahr bei TuS Viktoria 06 Buchholz, einem Verein im südlichen Duisburger Stadtteil Buchholz. Er spielte anschließend fünf Jahre in der Jugend des MSV Duisburg und wechselte mit 16 Jahren in die Jugendabteilung von Fortuna Düsseldorf, für die er in der U-17 und U-19 spielte. Nach weiteren Jugendstationen ging er im Jahre 2004 zur U-19 von Rot-Weiss Essen. Dort stieß er im Jahr 2005 zur ersten Mannschaft.
Im Jahr 2006 wurde er ein Jahr lang an Rot-Weiß Erfurt verliehen und war dort Stammspieler. Zur Saison 2008/09 wechselte er zum Zweitligisten Rot-Weiß Oberhausen, für den er am 17. August 2008 (1. Spieltag) bei der 0:3-Niederlage im Auswärtsspiel gegen TuS Koblenz seinen Einstand hatte. In zwei Jahren und insgesamt 46 Zweitligaspielen hielt er mit dem Verein jeweils die Klasse.
Zur Saison 2010/11 wechselte Stoppelkamp ablösefrei zum Bundesligisten Hannover 96. Sein Bundesligadebüt gab er am ersten Spieltag beim 2:1-Sieg über Eintracht Frankfurt. In dieser Begegnung wurde er in der dritten Spielminute für Carlitos eingewechselt, der sich einen Kreuzbandriss zugezogen hatte. An den folgenden zehn Spieltagen war Stoppelkamp Stammspieler, bis er sich beim 0:4 gegen den späteren Meister Borussia Dortmund einen Außenbandriss im rechten Sprunggelenk zuzog. In der Vorbereitung zur Saison 2011/12 machte er 26 Tore, darunter zwölf Tore gegen den TSV Limmer bei einem 21:0-Testspielsieg. Allerdings wurde er nicht Stammspieler. Am 6. Spieltag machte Stoppelkamp sein erstes Spiel von Beginn an seit dem 11. Spieltag der vorherigen Saison, wieder gegen Borussia Dortmund (2:1).

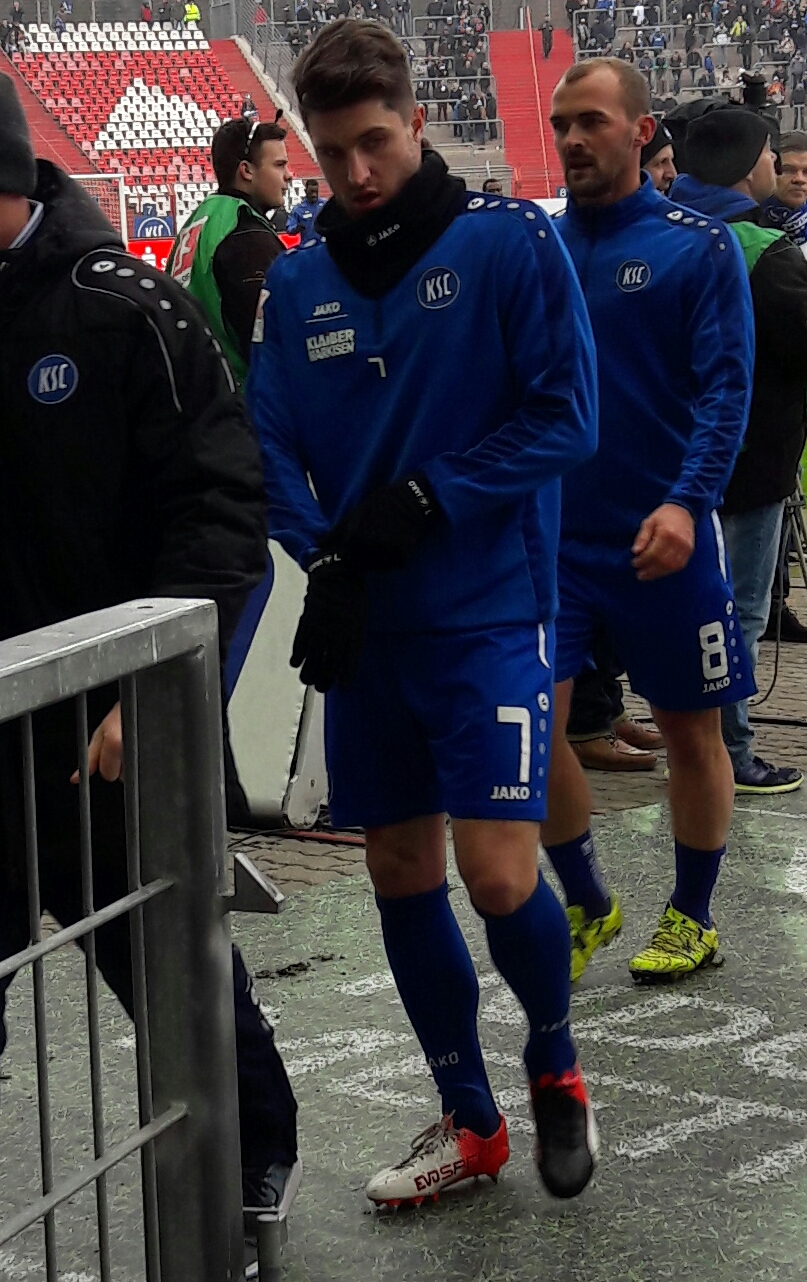
Stoppelkamp, 2016

Zur Spielzeit 2012/13 schloss Stoppelkamp sich dem TSV 1860 München an. Dort kam er bis auf ein Spiel, bei dem er krankheitsbedingt fehlte, in allen Partien zum Einsatz. Er erzielte sechs Tore und bereitete acht weitere vor.
Vor der Saison 2014/15 wechselte Stoppelkamp zum Bundesligaaufsteiger SC Paderborn 07, für den er am ersten Spieltag beim 2:2 gegen den 1. FSV Mainz 05 debütierte. Sein erstes Bundesligator erzielte er am zweiten Spieltag zum 3:0-Endstand in der 87. Minute im Auswärtsspiel beim Hamburger SV. Am vierten Spieltag markierte er beim 2:0-Sieg gegen Hannover 96 einen Treffer aus 82,3 Metern Entfernung. Damit überbot er die bisherige Bundesliga-Bestmarke von Giorgos Tzavelas, der am 12. März 2011 das Tor aus 73 Metern getroffen hatte. Das Tor wurde als erstes Tor des Monats für den SC Paderborn zum Tor des Monats September 2014 gewählt und belegte bei der Wahl des Tor des Jahres den zweiten Platz hinter dem Tor von Mario Götze im WM-Finale 2014.
Zur Saison 2016/17 ging Stoppelkamp ablösefrei zum Karlsruher SC und unterzeichnete einen Zweijahresvertrag. Sein erstes Tor für den KSC erzielte er am 7. Spieltag beim 2:0-Heimsieg gegen den FC Erzgebirge Aue.
Stoppelkamp verließ den Karlsruher SC 2017 nach dessen Abstieg in die 3. Liga und ging zurück zu seinem Jugendverein, dem MSV Duisburg. Dort unterzeichnete er einen Zweijahresvertrag mit Option auf ein weiteres Jahr. Nach dem Abstieg in die 3. Liga im Sommer 2019 verlängerte der Mittelfeldspieler seinen Vertrag bis Juni 2021, erneut mit der Option auf ein weiteres Jahr. Während der Saisonvorbereitung übernahm der gebürtige Duisburger das Amt des Mannschaftskapitäns beim MSV.
Im Sommer 2023 wechselte Stoppelkamp zu Rot-Weiß Oberhausen, wo er bereits von 2008 bis 2010 unter Vertrag gestanden hatte.

## Erfolge
Hannover 96
- Platz 4 2010/11 in der Bundesliga
- Platz 7 2011/12 in der Bundesliga
- Viertelfinalist 2011/12 in der Europa League

## Auszeichnungen
- Torschütze des Monats September 2014[18]

## Sonstiges
Am 22. Januar 2012 wollte Stoppelkamp nach dem 0:0 gegen die TSG 1899 Hoffenheim mit seiner Freundin deren Geburtstag feiern, wurde aber von drei betrunkenen Männern mit einer Glasflasche am Kopf verletzt. Die Wunde wurde mit zehn Stichen im Friederikenstift (Hannover) genäht.
Stoppelkamp wurde von seinem Umfeld in seiner Zeit bei Rot-Weiss Essen und Rot-Weiß Oberhausen als „Stolperkamp“ oder „Verstoppelkamp“ bezeichnet.
Die „Stoppelkamp-Allee“ auf dem Stadion-Vorplatz des SC Paderborn 07 erinnert an das Rekord-Tor von Stoppelkamp. Sie bemisst sich auf exakt 82,3 Meter, die Entfernung, aus der er das Tor in der Begegnung gegen Hannover 96 schoss.

## Unternehmen
Neben seiner sportlichen Karriere ist Stoppelkamp auch als Unternehmer tätig. Gemeinsam mit Benjamin Reichert gründete Stoppelkamp die Indi Gaming Verwaltungs GmbH mit Sitz in Düsseldorf. Die Firma verkauft unter der Marke POGA transportable Gaming-Koffer mit integrierten Bildschirmen für PlayStation- und Xbox-Spielkonsolen.
Zusammen mit dem Fußballprofi Kolja Pusch ist Stoppelkamp zudem als Geschäftsführer der ILM Beteiligungs-GmbH und KolMo Immobilien GmbH mit Sitz in Duisburg eingetragen.